# Anchusa leptophylla
Anchusa leptophylla är en strävbladig växtart. Anchusa leptophylla ingår i släktet oxtungor, och familjen strävbladiga växter.

## Underarter
Arten delas in i följande underarter:
- A. l. incana
- A. l. leptophylla
- A. l. tomentosa